# Poromitra frontosa
Poromitra frontosa är en fiskart som först beskrevs av Garman, 1899.  Poromitra frontosa ingår i släktet Poromitra och familjen Melamphaidae. Inga underarter finns listade i Catalogue of Life.